# Socialistisk Arbejderparti
Socialistisk arbejderparti, SAP är ett trotskistiskt politiskt parti i Danmark. Partiet är en sektion av världspartiet Fjärde Internationalen, och grundades år 1980.
Partiet är ett av de partier som år 1989 bildade Enhedslisten. Officiellt organ är månadstidningen Socialistisk information.